# Cipérez
Cipérez es un municipio y localidad española de la provincia de Salamanca, en la comunidad autónoma de Castilla y León. Se integra dentro de la comarca de Vitigudino y la subcomarca de la Tierra de Vitigudino. Pertenece al partido judicial de Vitigudino.
Su término municipal está formado por las localidades de Castillejo de Evans, Cipérez, Gansinos, Grandes, Huelmos, La Moralita y San Cristóbal de los Mochuelos, ocupa una superficie total de 104,66 km² y según los datos demográficos recogidos en el padrón municipal elaborado por el INE en el año 2017, cuenta con una población de 284 habitantes. Es conocido por su fábrica de obleas artesanas Pan de Ángel.

## Símbolos

### Escudo
El escudo heráldico que representa al municipio fue aprobado con el siguiente blasón:

«[Medio] partido y cortado: 1.º, sobre campo de plata, una fuente vertiendo agua con ondas alternas de plata y azur; 2.º, sobre campo de oro, cinco flores de lis en azur puestas en sotuer; 3.º, sobre campo de azur, un brazo cortado ofreciendo un halo de santidad de oro a una piedra de plata, el halo circunda un campo de plata con letras capitales «S.S.» en sable. Timbrado de la actual corona real española»

### Bandera
La bandera municipal fue aprobada con la siguiente descripción textual:

«Bandera cuadrada de proporciones 1/1, conformada por un paño de color rojo o gules con cuatro cruces paté de plata en sotuer con el escudo de Cipérez en el centro y dos más en los flancos diestro una, y siniestro la otra»

## Geografía
Limita al norte con Peralejos de Arriba, Espadaña y Villar de Peralonso; al este con Villasdardo, Santa María de Sando y Sando; al sur con Garcirrey y El Cubo de Don Sancho y al oeste con Pozos de Hinojo.
Este municipio fue cabeza de una de las rodas del alfoz ledesmino. En el siglo XIX las tierras de Cipérez quedaron incorporadas en el recién creado partido judicial de Vitigudino, surgido en la nueva organización administrativa que se constituyó en España después de 1833. La nota predominante en este municipio es el descenso tan acusado de población que ha venido sufriendo desde mediados de siglo. En este sentido los datos son muy significativos: si en 1950 contaba con 1421 habitantes treinta años más tarde esa cifra se había reducido a la mitad, no alcanzando los 300 habitantes en la actualidad. La gran extensión del término municipal, que integra siete entidades, arroja una densidad muy débil (2,71 hab/km²), como consecuencia de la presencia y dominio de las explotaciones adehesadas de ganado vacuno y ovino. Hay una total dedicación a la ganadería y al aprovechamiento de los pastos y herbazales, destinándose menos del 10 % de las tierras al labrantío. Fruto de la presencia ganadera es que el municipio contó con un mercado de ganados los martes. De las tres ermitas que tuvo hoy sólo conserva la del Humilladero, que alberga la talla del Cristo del Amparo. La parroquial está dedicada a San Pedro. Pero si por algo es famoso este lugar es porque aquí se producen las famosas obleas de Cipérez, que tan apreciadas son en toda España.

## Historia
Durante la Prehistoria, el poblamiento humano en las cercanías de Cipérez se atestigua por la conservación de restos de dólmenes en Sahelicejos o Zafrón.
Posteriormente, en la época prerromana el rastro humano en el noroeste salmantino se corrobora por la existencia de diversos castros vetones, como los de Yecla de Yeltes, Saldeana o Las Merchanas, mientras que la posterior presencia romana se atestigua mediante las numerosas estelas romanas aparecidas en todo el norte provincial, o varios puentes o tramos de calzada de época romana, como el Puente Mocho de Ledesma. 
No obstante, la fundación de Cipérez no se produjo hasta la repoblación efectuada por el rey Alfonso VI de León a finales del siglo XI, quedando adscrito al Alfoz de Ledesma, en el Reino de León. Así, el nombre de la localidad, denominada en el siglo XIII "Cipedres" provendría según la historiografía del nombre de Ziti Petriz, lo que enlazaría a que los primeros pobladores provendrían de la Rioja, concretamente de la zona de Nájera, donde está recogida la existencia de dicho nombre.
Al pasar a depender de Ledesma quedó encuadrado en su señorío y, posteriormente, en el condado de Ledesma, dependencia que se prolongó hasta el siglo XIX, siendo durante la Edad Moderna la cabecera de una de las "rodas" que conformaban la Tierra de Ledesma. Con la creación de las actuales provincias en 1833, Cipérez quedó integrado en la provincia de Salamanca, dentro de la Región Leonesa, pasando a depender en 1844 del partido judicial de Vitigudino.

## Demografía
Cipérez cuenta con una población de 225 habitantes (INE 2024).
| Gráfica de evolución demográfica de Cipérez entre 1842 y 2021 |
| |
| Población de derecho según los censos de población del INE Población de hecho según los censos de población del INEEntre el censo de 1981 y el anterior, crece el término del municipio porque incorpora a 37153 (Grandes) |

Según el Instituto Nacional de Estadística, Cipérez tenía, a 31 de diciembre de 2018, una población total de 279 habitantes, de los cuales 146 eran hombres y 133 mujeres. Respecto al año 2000, el censo refleja 439 habitantes, de los cuales 221 eran hombres y 218 mujeres. Por lo tanto, la pérdida de población en el municipio para el periodo 2000-2018 ha sido de 160 habitantes, un 37 % de descenso.
El municipio se divide en siete núcleos de población. De los 279 habitantes que poseía el municipio en 2018, Cipérez contaba 242, de los cuales 130 eran hombres y 112 mujeres, La Moralita con 17, de los cuales 8 eran hombres y 9 mujeres, Grandes con 11, de los cuales 3 eran hombres y 8 mujeres, Castillejo de Evans con 3, de los cuales 2 eran hombres y 1 mujeres, San Cristóbal de los Mochuelos con 3, de los cuales 1 eran hombres y 2 mujeres, Gansinos con 2, de los cuales 0 eran hombres y 2 mujeres, y Huelmos con 1, de los cuales 0 eran hombres y 1 mujeres.

## Economía
La tasa de paro era del 15,6 % en 2001 y de la población activa el sector primario ocupaba al 38,66 %, la industria y artesanía al 18,49 %, la construcción al 7,56 % y los servicios al restante 35,29 %.
Las explotaciones agrarias, 88 según el censo agrario de 1999, ocupaban 8875 ha, el 39,0 % en propiedad, el 53,0 % en arrendamiento y el 8,0 % en otros regímenes de tenencia. 430 ha estaban labradas (429 de herbáceos y 1 de olivar), 8268 se dedicaban a pastos permanentes y 176 ha eran otras tierras no forestales. Del total de explotaciones, 17 tenían menos de 5 ha y 46 superaban las 50 ha. Las unidades ganaderas censadas en 1999 eran 4522: 3945 de bovino, 162 de ovino, 35 de caprino, 332 de porcino, 36 de equino, 5 de ave y 7 de coneja madre.

## Cultura

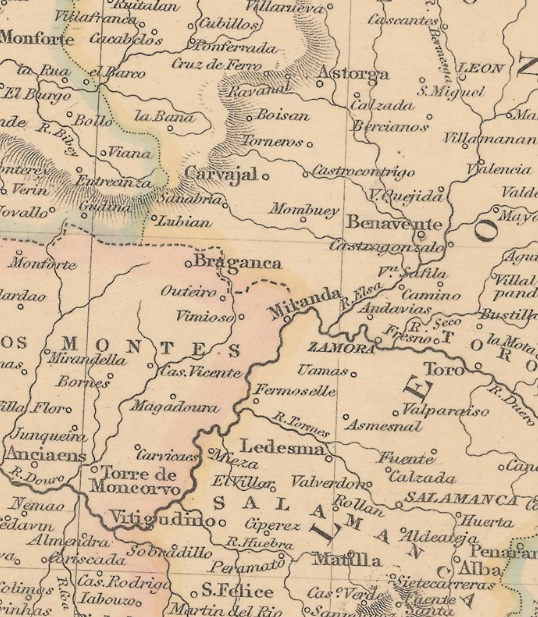
Detalle del mapa "Spain and Portugal" de 1838, por John Betts, en el que se puede apreciar Cipérez

### Arquitectura tradicional
No hay noticias de la construcción de los primeros asentamientos, pero las casas en estos lugares se hacían antiguamente a base de piedra de granito, muy abundante en este lugar, adobe y barro.
La construcción de las casas se realizaba mediante el sistema de pared doble: se trata de ir haciendo dos hojas, una por dentro y otra por fuera y de vez en cuando trabándolas con piedras que unían ambas hojas; la parte central se rellenaba mediante piedras pequeñas. Para la mejor unión de la piedra se utilizaba barro, si bien es cierto, que una pared bien hecha apenas lo necesitaba. Las habitaciones interiores se separaban mediante adobes, ladrillos de barro y paja secados al sol. La techumbre se hacía mediante vigas de madera, después se cubría todo con ramos y encima se colocaba barro y teja. Las paredes debían ser gruesas, por dos motivos, para aislar la casa lo máximo posible del frío y el calor, y para soportar el peso de la cubierta que era bastante grande. Normalmente tenían unos 50 o 60 cm de espesor y es normal que llegan al metro.
En las esquinas se colocaban piedras labradas, escuadradas, para que encajaran. Las puertas y ventanas se sujetaban, si se podía, mediante jambas enteras de piedra pulida.
Las puertas eran dobles, bastante resistentes y con un gran portón, que en verano se dejaba abierto para que corriera el aire. Las ventanas eran de madera, normalmente se introducían en las jambas unas rejas para evitar robos.

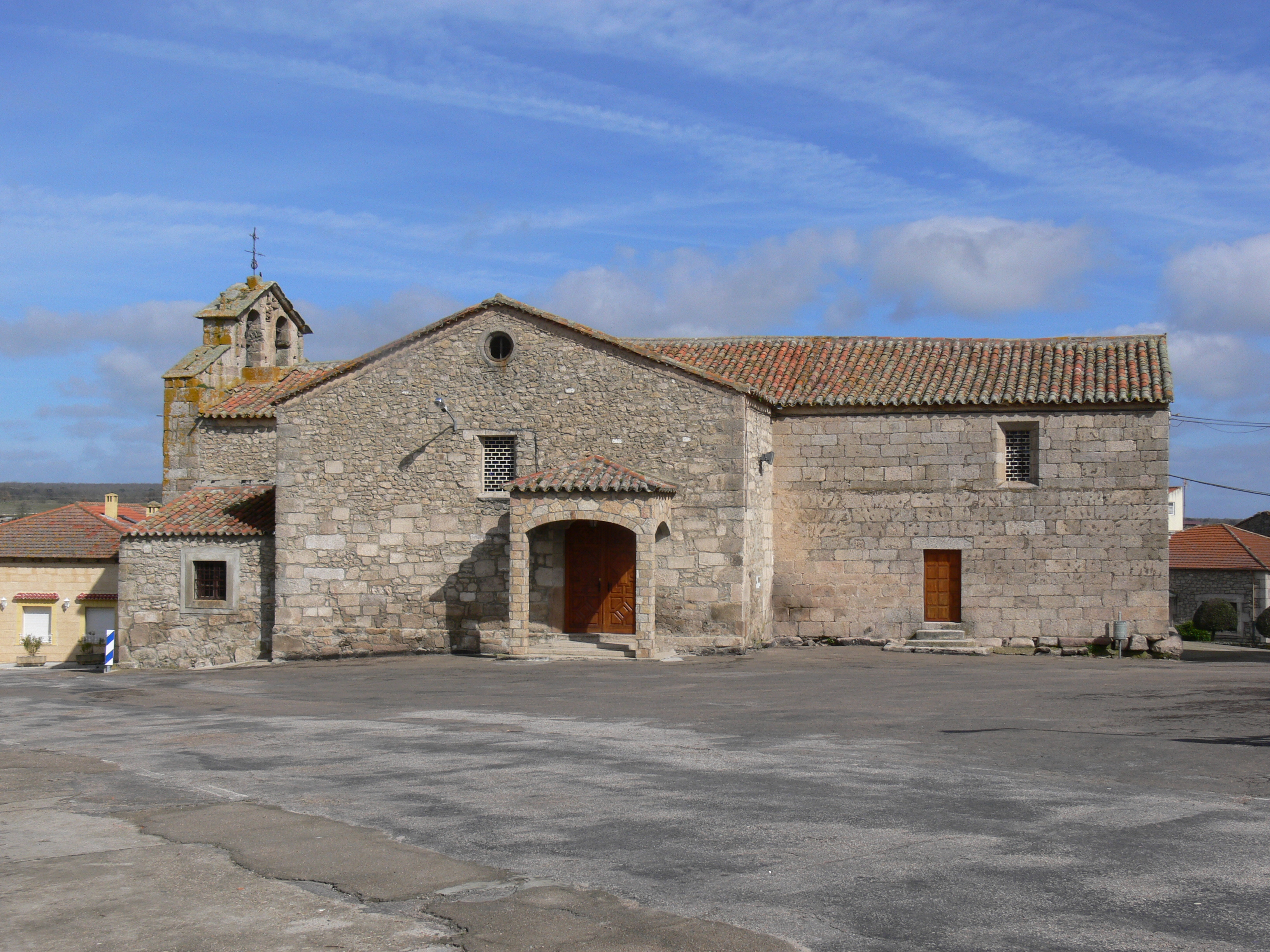
Iglesia de San Pedro Apóstol

Prácticamente en todas las casas existía lo que se llamaba "el doble" o "sobrao", construido mediante tablas de madera, que se utilizaba para guardar principalmente, si tenía suficiente altura —en algunas casas apenas llega al metro de altura—, el grano ( centeno, avena, trigo...), es decir, como panera. También se utilizaban los útiles de labranza...
Los suelos en muchas ocasiones eran de lanchas de piedra pulida. Lo que no faltaba en ninguna casa era la chimenea, hoy ya casi desaparecidas las antiguas. Su principal característica era la gran campana que tenían, alguna de 5 o 6 metros cuadrados, su principal utilidad era para la curación de la matanza durante el invierno a base del humo. Las casas eran de poca altura, y si alguna casa sobresale en Cipérez es porque perteneció a alguna familia adinerada.
Todo esto ha hecho que en su interior la temperatura apenas variase durante invierno y verano.
Antiguamente, con el fin de lograr una mayor protección de los bienes y animales, los pobladores construían las casas en el interior de los corrales, es decir, para acceder a la vivienda había que pasar por el corral, pero este uso fue desapareciendo porque ocasionaba muchos problemas de salud.

## Administración y política
| Partido político                         | 2023  | 2023  | 2023       | 2019  | 2019  | 2019       | 2015  | 2015  | 2015       | 2011  | 2011  | 2011       | 2007  | 2007  | 2007       | 2003  | 2003  | 2003       |
| Partido político                         | %     | Votos | Concejales | %     | Votos | Concejales | %     | Votos | Concejales | %     | Votos | Concejales | %     | Votos | Concejales | %     | Votos | Concejales |
| Partido Popular (PP)                     | 55,19 | 117   | 4          | 78,01 | 110   | 4          | 44,33 | 90    | 3          | 45,41 | 104   | 3          | 41,42 | 111   | 3          | 47,22 | 136   | 3          |
| Partido Socialista Obrero Español (PSOE) | 13,48 | 19    | 1          | 43,87 | 93    | 3          | 54,68 | 111   | 4          | 49,78 | 114   | 4          | 57,09 | 153   | 4          | 51,04 | 147   | 4          |
| Salamanca Sí                             | 13,48 | 19    | 0          | —     | —     | —          | —     | —     | —          | —     | —     | —          | —     | —     | —          | —     | —     | —          |